# 国家神道

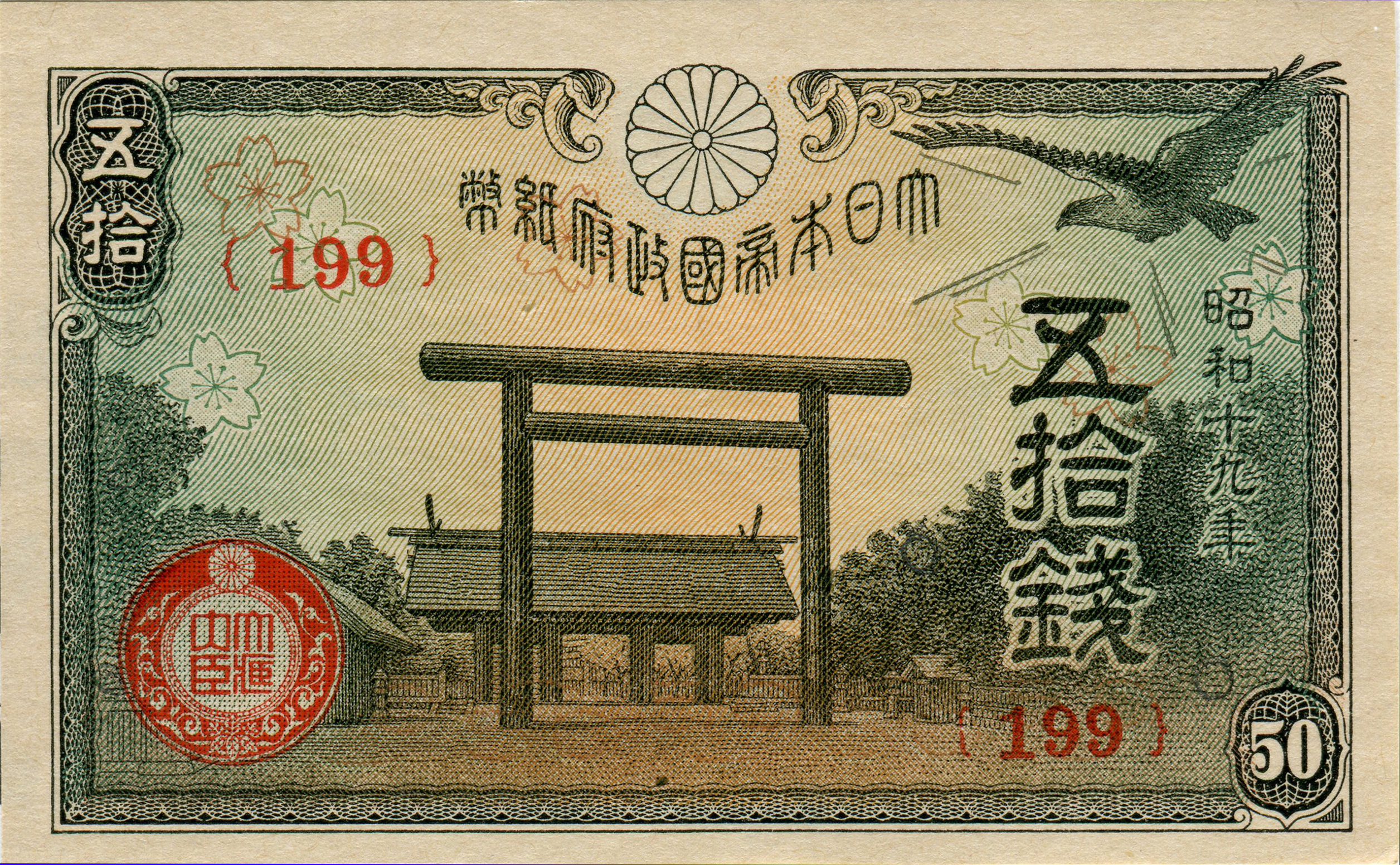
靖国神社が描かれている五拾銭紙幣

国家神道（こっかしんとう、旧字体：國家神󠄀道󠄁）は、近代天皇制下の日本において作られた一種の国教制度、あるいは祭祀の形態の歴史学的概念である。
「国家神道」は1945年（昭和20年）にGHQの出した「神道指令」によって戦前の「国家によって管轄された非宗教としての神社神道」を定義した語である。戦前の日本では使われたことのない戦後の新語である。

## 概要

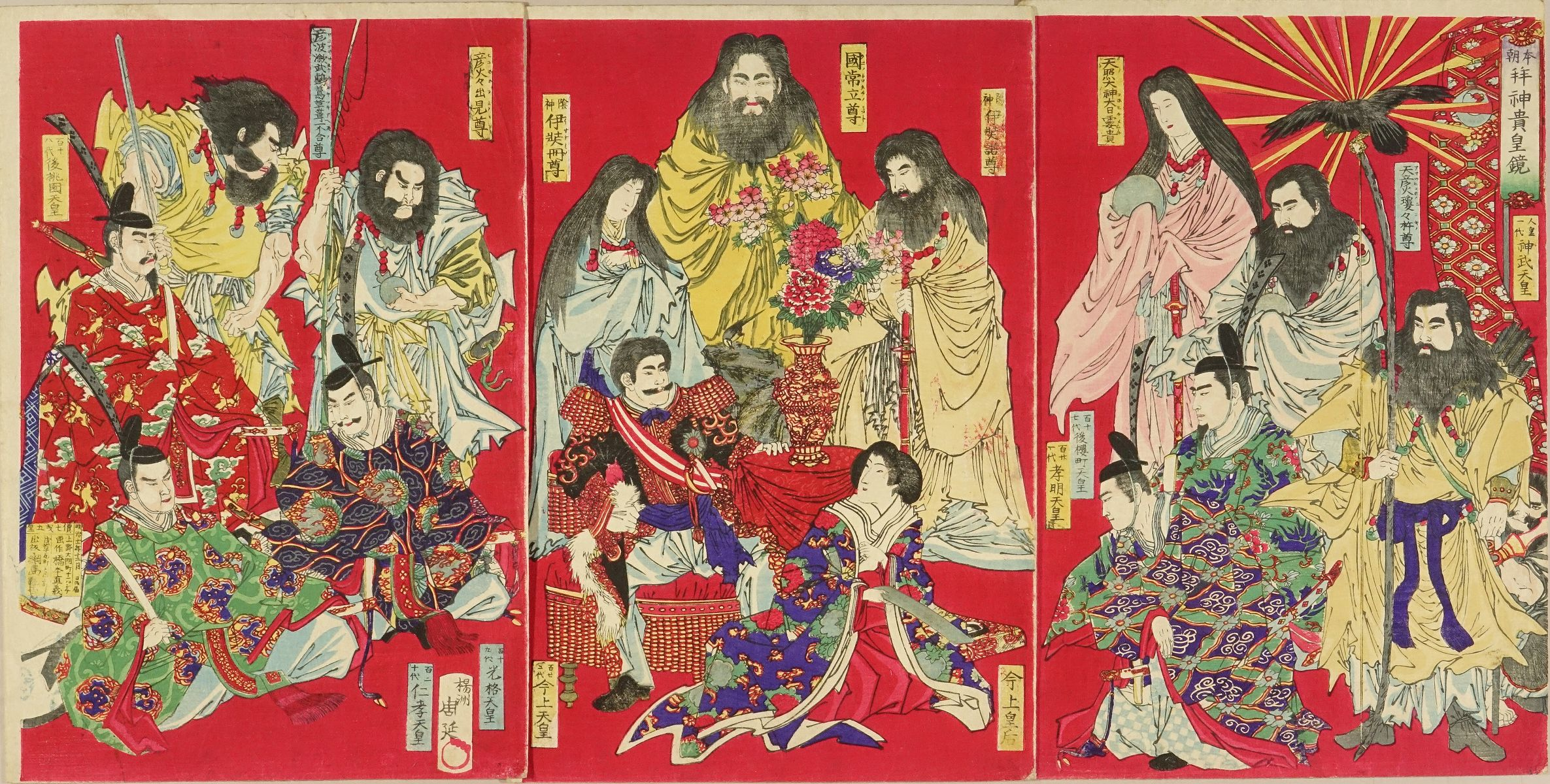
楊洲周延作「本朝拝神貴皇鏡」（玉川大学教育博物館所蔵）1878年（明治11年）
明治天皇・皇后の左右に描かれた烏帽子姿の5人は、明治天皇の先祖にあたる天皇で、その後ろに長衣（ながぎぬ：裾の長い衣装）を着た日本神話の神々を配する。
神武天皇は弓を携え、その弓には「金鵄」と呼ばれる黄金の鵄（とび）が止まっている。明治天皇と皇后を主役としながら、神武天皇を神々の1柱として表している。

国家神道は1945年（昭和20年）十二月十五日にGHQが出した「神道指令」によって「日本政府法令ニ依ッテ宗派神道或ハ教派神道ト区別セラレタル神道ノ一派、即チ国家神道乃至神社神道トシテ一般ニ知ラレタル非宗教的ナル国家的祭祀トシテ類別セラレタル神道ノ一派」と定義されたもの。
この「神道指令」において「State Shinto」（国家神道）という語が初めて公式に使用され一般に流布したのであり、
「国家神道」なる語は、戦前の日本ではまったく使われたことのない戦後の新語である。
王政復古を実現した新政府は、1868年（明治元）、祭政一致、神祇官再興を布告して神道の国教化を進め、神仏判然令で神社から仏教的要素を除去した。その後、政府主導の神道国民教化策が不振に終わると、政府は「神社は宗教にあらず」という論理で、神社を「国家の宗祀」と位置づけ、神社神道を他の諸宗教とは異なる公的な扱いとした。ここに国家神道が成立し、教化など宗教的側面にかかわる教派神道と役割が分担されることになった。
つまり「国家神道」は明治33年（1900年）の内務省神社局の新設によって確立した「国家によって管轄された非宗教としての神社神道」のことである。
1945年（昭和20年）に、GHQによる「神道指令」によって解体。「国家神道」という言葉はこの時に初めて一般に広まったものである。
この時、「神道指令」は「神道」とは直接関係のない「軍国主義」や「過激なる国家主義的イデオロギー」や「国体論」、具体的には『国体の本義』や『臣民の道』などの文部省作成の官制書籍、「大東亜戦争」や「八紘一宇」などの用語にも拡大して適用されたためにその定義に関しては後述のとおり現代でも混乱がみられる原因となっている。

### 定義
神道指令では、国家神道は「日本政府の法令に依って宗派神道或は教派神道と区別せられたる一派を指す」とされており、この定義に基づけば、国家神道は神社非宗教論が採られ、神官教導職分離が行われた1882年（明治15年）あるいは内務省に神社局が成立し、神社行政を他の宗教行政と区別して扱うようになった1900年（明治33年）以降に行われた、神社・神職・祭祀などに対する様々な国家的制度を指すことになる。
研究者における「国家神道」の定義に関しては、いわゆる「広義の国家神道」と「狭義の国家神道」という2種類の定義に分かれる。「広義の国家神道」は、広く皇室神道と神社神道が合体した「国教」的地位にあった神道であるとか、「明治維新から第二次世界大戦の敗戦に至るまで、国家のイデオロギー的基礎となった事実上の日本の国教」といった概念規定を指す。一方で「狭義の国家神道」は「戦前の国家によって管理され、国家の法令によって行政の対象となった神社神道」とする限定的な定義を指す。
前者の代表論者である村上重良は、国家神道は、宗教の範疇を超える国家祭祀として他の公認宗教に君臨する体制であり、教育勅語が天皇制的国民教化の基準として発布されて国家神道のイデオロギー的基礎をなし、一神教的な天皇観（ 現人神 ） が戦争と宗教弾圧を生み出したとし、近代を「国家神道体制」が右肩上がりに強化されていった時代と捉えた上で、昭和前期を「天皇制ファシズム」の時代とし、国家神道はこの段階において絶頂期を迎え、国民に対する精神的支配の武器となったと主張した。
一方、こういった村上の主張に対しては反論も相次いだ。葦津珍彦は、村上らの国家神道論を、国家神道の概念を各人各様にほしいままに乱用するものであり、明白にしてロジカルな理論や史観史論が成立し得ないと指摘し、「国家神道」の定義を、GHQの「神道指令」に示された定義のままに用いるべきとした。これがいわゆる「狭義の国家神道」の立場であり、これを継いだ阪本是丸は、近代天皇制を規定したイデオロギーやイデオロギー装置は、神道のみならず仏教、儒教、キリスト教、新宗教、あるいは通俗的道徳思想、西洋思想など様々であり、近代天皇制のイデオロギーを「国家神道」の一言で表現することはできないとし、村上らの国家神道論は、天皇制、あるいは国家主義、国粋主義に関係するイデオロギーやイデオロギー装置ならばすべて国家神道に総括・包含してしまうものであると批判した。
他方、村上の「広義の国家神道」論を修正的に継承する意見もあり、島薗進は、天皇現人神観や神社神道は国家神道の基底ではないとして、神社神道を国家神道の基体とする見方を村上説の欠点と指摘し、国家神道は、「天皇と国家を尊び国民として結束することと、日本の神々の崇敬が結びついて信仰生活の主軸となった神道の形態」であると定義し、皇室祭祀や学校教育・国民行事・マスメディアと神社神道とが組み合わさって形作られたものであるとして、皇室祭祀を国家神道の中心的要素と定義した。
近年では、国家神道という概念規定や名称そのものを再検討する動きも広がっており、安丸良夫は、村上の論を「国家神道体制」なるもので近代日本の宗教史を覆ってしまう結果となり、多様な宗教現象をひとつの檻のなかに追いたてるような性急さが感じられる、として批判し、近代において諸宗教の上に君臨したのは「国家神道」ではなく、教育勅語に表された「国体論的イデオロギー」であり、天皇の権威は神道を含む特定の権威と結びつくものではなかったと指摘した。
また、磯前順一は「天皇制国家は神社だけでなく、時期によって学校教育や宗教教団など、さまざまな回路を通して国民の規律化と抑圧を進めていったのであり、それを一律に国家神道と名づけることは当時の理解と乖離するものである」と指摘し、国家神道を政府の神社政策として限定的に定義づけたうえで、それを天皇制国家を支えるイデオロギー装置の一部として位置づけなおす必要があると指摘した。すなわち、磯前は「近代天皇制国家を支えるイデオロギー装置」の全体の中の一つとして、「国家神道」を意義づけるべきであると指摘したのである。
同様の見解をとる者に山口輝臣があり、山口は「近代日本における国家と宗教との関係を研究することは、すなわち国家神道を研究することである、とは言えなくなった」とし、国家神道研究という枠組みにとらわれずに近代日本における国家と宗教との関係へと接近する必要があるとした。
新田均は、国家神道の根幹をなす神社非宗教論を政府に採用させたのは浄土真宗であることなど、近代日本の宗教政策に対する浄土真宗の一貫した強い影響力から、近代日本の政教関係全体を包含する用語として、「国家神道」という用語を用いるのは適切ではないと指摘し、代わりに「公認教制度」などと捉え直すべきであるとし、「現人神」の思想は神道のみならず仏教や儒教の要素も色濃くあり、一般国民への神社参拝の強制といえる現象も満州事変以降のものでしかないとして、「現人神」「神社神道」「神社参拝の強制」などを主要な構成要素とする 「広義の国家神道」論は成り立たないと主張した。
藤田大誠は「神道指令」で定義された「State Shito」は近代日本国家・政府との結合としての非宗教的国家祭祀を最低限の必要条件とする枠組みとして定義付けられたとし、具体的な史料により確定できる史的展開として明治十五年の神官教導職分離と明治三十三年に内務省神社局と宗教局が設置されて神社と宗派神道との間に行政的に明確な区別がなされたことを以て「国家神道」の成立と捉えるのが、実証的歴史研究の見方であるとする。
しかし、「神道指令」は「神道」に関連するあらゆる関連項目にまで適用されたのみならず内務省の所管の国家と神社神道との分離の文脈とは関係ない「国体論」や国体思想までも「国家神道」として纏めて禁止したことを以て、「神道指令」における「国家神道」概念の定義の不明瞭さとその使用法に混乱が見られることを指摘し、またそれ故に後進の論者により「国家神道」の概念が戦略的に拡張されがちに利用され、本来神社とは関係のない戦没者慰霊、教育勅語、学校儀礼、国体論を含めた外延の広いいわゆる広義の「国家神道」概念を演繹的に構成して論じられてきた傾向を指摘している。このような「国家神道」概念に対しては葦津珍彦や阪本是丸らの近代神道史研究によって国家と神社神道との関係を軸とする実態解明や実証的歴史研究が積み重ねられてきたが、近年、宗教学の島薗進が国体論などのさまざまな要素を結び付けた外延の広い「国家神道」概念を再び打ち出したことにより「国家神道」概念の定義の問題は振り出しに戻り現在も混迷していると指摘しており、従来の「国家神道」という概念に捉われない「近現代神道」像の提示を提起している。

### 内容
大日本帝国憲法では、文面上は信教の自由が明記されていたため、仏教各宗派やキリスト教、教派神道その他国家に公認された宗教教団の並立が認められた。しかし、神社を宗教ではないものとする神社非宗教論という公権法解釈に立脚し、“神道・神社を「国家の宗祀」として公的に位置付けることは憲法の信教の自由とは矛盾しない”との公式見解が示された。また自由権も一元的外在制約論で「法律及び臣民の義務に背かぬ限り」という留保がされていた。このように宗教的な信仰と、神社と神社祭祀への敬礼は区分されたが、他宗教への礼拝を一切否定した完全一神教の視点を持つキリスト教徒や、厳格な政教分離を主張した浄土真宗との間に軋轢を生んだ面もある。政府が神社非宗教論の解釈に立った背景として、伊藤博文を中心とする明治政府は、憲法制定にあたって「我が国において宗教の力は微弱であり、神道であっても仏教であっても、一つも国家の基軸たるべきものはない」と考え、皇室を国家の基軸とするべきであると考えた結果、「国教」を立てないアメリカ型の政教分離を導入したことや、長州藩との関係が強かった島地黙雷らの浄土真宗の勢力が、神道の国教化を防ぐため積極的に「神道は未開のアニミズムの類であって、宗教の要件を満たさない」などと神道非宗教論を進言して宗教界から神道を追い出そうとしたことも大きな要因である。
大日本帝国憲法第28条の条文では「日本臣民ハ安寧秩序ヲ妨ケス及臣民タルノ義務ニ背カサル限ニ於テ信教ノ自由ヲ有ス」となっていたが、この「臣民タルノ義務」の範囲は立法段階で議論の対象となっており、起草者である伊藤博文・井上毅は神社への崇敬は臣民の義務に含まれないという見解を持っていた。昭和に入ってから美濃部達吉や神社局 には神社崇敬を憲法上の臣民の義務ととらえる姿勢があったが、内務省の公式見解として示されることはなかった。
なお、神社非宗教論が採られた結果、神社神道の神職らは布教や神葬祭その他の一切の宗教的活動が禁じられた。神社局も、神職らの思想表明や神葬祭などの宗教活動に関しては厳しく規制し、他の宗教との宗論も抑制した。従軍聖職者制度も、もっぱら僧侶やキリスト教者のみに認められ、昭和14年まで神職には同制度が認められなかった。また、仏教やキリスト教の教団からは、神社において宗教活動や祈祷が行われているとの非難が上がることもしばしばあり、1930年（昭和5年）には、浄土真宗10派が神社に対する宗教的拝礼、吉凶禍福の祈念などの禁止を要求して神社非宗教論の徹底を政府に要望した。
1899年の文部省訓令第12号「 一般ノ教育ヲシテ宗教外ニ特立セシムルノ件」によって官立・私立の全ての学校での宗教教育が禁止され、「宗教ではない」とされた国家神道は宗教を超越した教育の基礎とされた。1890年（10月30日。帝国憲法施行より前）には教育勅語が発布され、国民道徳の基本が示され、国家神道の事実上の教典となった。
昭和20年（1945年）の敗戦により、連合国による日本占領はアメリカの「降伏後ニ於ケル米国ノ初期対日方針」にある「連合国に対する日本の脅威を除去し、平和的かつ責任ある政府を樹立する」を基本目的としておこなわれた。
GHQは日本人の精神的武装解除を行うためにイタリアのファシズムやドイツのナチズムと同種のものとみなした「軍国主義・超国家主義」の源泉を「国家神道」とみなした誤解から、その解体のために昭和20年（1945年）十二月十五日に「神道指令」を発した。
「神道指令」が出され、国家神道は解体へ向かったが、一部の共産主義国をのぞいて欧米諸国にも前例のない「国家と宗教の分離」という峻厳な政教分離政策がとられたため、国家と神道を巡る政教関係についてはいまだに論争が続いているが、昭和24年（1949年）以降は地方からの苦情もあり、GHQも神道指令の適用を事実上、緩和した。また神道指令は神道にのみ厳しく適用されたため、他宗教との差別待遇を生じ、ポツダム宣言の標榜した信教の自由の保障に反するとも言われている。
昭和27年（1952年）には日本の独立回復に伴い神道指令が失効した。それから36年目の昭和52年（1977年）7月13日には最高裁判所において国や公共団体と宗教の関りは、それが我が国の社会的・文化的条件に照らして妥当であり、信教の自由の確保ちう制度目的に抵触せず、かつ当該行為の目的が宗教的意義を有し、その効果が特定の宗教に対する援助、助長、促進または圧迫、干渉とならないかぎり憲法の禁止する「宗教的活動」には該当しないという、不完全（限定的）分離主義の立場を明らかにした判決を行った（津地鎮祭訴訟最高裁判決）。

## 主な政策及び制度

### 神社の法的性格
神社について、その法人格を具体的に規定した法令は存在しなかったが、行政上の運用や判例によれば、神社は「財産権の主体」であり、
- 公法人
- 財団法人
- 営造物法人

の性格を有するものとされた。各神社は国家が管理する台帳の一種である神社明細帳に登録された。

### 神道行政の管轄機関
近代における神道行政の管轄機関としては、まず1867年（慶応3年）に発せられた王政復古の大号令や、翌年の「祭政一致の布告」の理念に基づいて復興された神祇官が設置された。しかし、神祇官の実務は思うようには行かず、1871年8月に神祇官は太政官下の一組織である「神祇省」へと格下げされ、さらに翌年には神仏合同の組織である教部省へと改組されるに至った。この教部省も神仏双方の反発によりわずか3年で解散した。その後は内務省の一部局で、しかも宗教行政一般を管轄するに過ぎない社寺局において神道行政は管轄されることとなった。その後、1900年（明治33年）に社寺局から神社局が分離して、神道行政が他の宗教行政と区分されるようになった。神社局は後に神祇院へ改組されるが、有効な政策がないまま敗戦により廃止された。

### 神社制度・神社政策
1871年（明治4年）に政府は神社を「国家の宗祀」と宣言し、古代の延喜式神名帳などをもとに近代社格制度を設けて、官幣社、国幣社、郷村社、府県社、無格社などに全国の神社を分類し、「社寺領上知令」により、社領の多くが国有地に吸収された。神社への公費支出制度に関しては、官国幣社は国庫よりその経費が支出されることとなっていたが、1877年に「官国幣社保存金制度」が導入され、向こう15年間一定額を支給し、それ以降は神社への財政支出を打ち切ることとされ、実質的に公的援助がなくなることとなった（これに関しては1906年（明治39年）に撤回され、再び公費が支出された）。府県社以下の神社に対しては地方府より幣帛料の供進が可能とされたが、義務とはされなかった。また、政府は1906年（明治39年）から1910年（明治43年）にかけて、地方負担の軽減や、神社を町村の精神的支柱に位置付けることを目的に、一村に一社を目安とした神社合祀を行い、全国の神社が4割ほど減少した。

### 神職政策・神職制度
「国家の宗祀」に相応しくないとされた世襲神職は全て廃止され、以後は国が選任する官吏（公務員）とされた。しかし、1873年（明治6年）には府県社以下の神社の神官の公費からの給与支払いが停止され、1879年（明治10年）には府県社以下の神官の官吏身分を廃止し、僧侶と同様の民間の宗教者と扱われるようになった（その後、1894年（明治27年）に判任官待遇に復帰）。1887年（明治20年）には官国幣社の「神官」という呼称を廃して「神職」と定めた。神職は、当初は「大教宣布の詔」が発令され、宣教使（神祇官時代）や教導職（教部省時代）として布教を担うこととなったが、上述の神社非宗教論採用により、1872年（明治15年）に「神官教導職分離」が行われて神社神道の神職の宗教的活動は制限され、神葬祭とともに布教も禁じられた。なお、そういった宗教的側面は教派神道に引き継がれることとなった。

### 祭式制度・祭式政策
また、祭式制度の法整備も行われ、祭祀制度の整備が進み、1875年（明治8年）に式部寮達「神社祭式」が制定され、はじめて全国の神社の祭式が統一された。1907年（明治40年）には内務省より「神社祭式行事作法」が発せられてそれぞれの神社祭式の行儀礼法が統一された。さらに、1914年（大正3年）には「官国幣社以下神社祭祀令」が公布され、神社の祭典が大祭、中祭、小祭に区分された。さらにその細則として「官国幣社以下神社祭式」が定められた。なお、皇室祭祀については「皇室祭祀令」及びその附式、神宮祭式については「神宮祭祀令」及び「神宮明治祭式」により定められた。また、天皇の践祚、即位礼、大嘗祭、及び立太子礼については登極令と立儲礼により定められた。

### 外地の神社造営
台湾、朝鮮、南洋諸島などの外地にも神社が建てられた。これはもともとは外地に在留する日本人が自分たちのために建てたものであった。
外地の神社建立にあたり、多くの神道家らは現地の神々をまつるべきだと主張したが、政府は同意せず、欧米列強の植民地へのキリスト教伝道、土着信仰の残滓の払拭といった発想と同様に多く明治天皇、天照大神を祭神とした。これは明治政府が宗教勢力を完全に国家の従属化に置き、宗教勢力の意向を政策立案過程から排除することに成功した先進国の中でも稀有な世俗政権だったことも示しているが同時にこれら時期を逆説的に「神道の暗黒時代」とする意見の根拠ともなっている。
外地に建立されたおもな神社としては朝鮮神宮、台湾神宮、南洋神社、関東神宮、樺太神社（樺太は後に1943年内地編入）などが挙げられる。台湾については台湾の神社を参照。

## GHQの国家神道観とそれに対する批判

### GHQの国家神道観
GHQから見た「国家神道」は、軍国主義、超国家主義（ウルトラナショナリズム）に思想的に裏付けられた危険思想であり、以下に挙げる理由をもとに、日本の支配を他国民や他の民族に及ぼそうとする日本人の使命を擁護し、正当化する教え、信仰、理論を包含するものであると定義している。
- 日本の天皇は、その家系、血統あるいは特殊な起源を持つがゆえに、他国の元首よりも優れているとの教義（doctrine）[42]。
- 日本の国民は、その家系、血統あるいは特殊な起源を持つがゆえに、他国民よりも優れているとの教義[42]。
- 日本列島は、その神性や特殊な起源を持つがゆえに、他国よりも優れているとの教義[42]。
- その他、日本国民を騙して侵略的戦争を始めさせたり、他国民との紛争を解決する手段としての武力の行使を美化するような、あらゆる教義[42]。

これらはいずれも、太平洋戦争敗北後に昭和天皇の発した「新日本建設に関する詔書」、通称「人間宣言」によって否定された。
このようなGHQの国家神道観は、日本の占領政策において宗教政策を担当したアメリカの宗教学者D・C・ホルトムの論理や意見が大きな影響を与えている。ホルトムは、加藤玄智の神道論に影響を受けており、加藤は神道を「国家的神道」「宗派的神道」に分類し、さらに「国家的神道」を「神社神道」と「国体神道」に分類した。ホルトムは、これに影響を受けつつ、加藤の主張した「神社神道」と「国体神道」とを同一視し、国家神道を神社神道を同一視して定義した。

### GHQの国家神道観への批判
同じく占領期の宗教政策に関する助言を行なったアメリカの宗教学者ウィリアム・ウッダードは、このようなGHQの国家神道理解に疑義を呈し、「国家神道 （State Shinto）」とは単に神社の国家管理状態を指すものでしかなく、1930年代から1940年代初期に、国民に強制された超国家主義的・軍国主義的教義・儀礼・慣行は、神道とは全く区別される、別箇かつ独立の現象であって、神道の一派ではないとし、そのようなイデオロギーを「国体狂信主義（ State Cult, Kokutai Cult ）」と総称し、「国家神道」とは明確に区別されるものとした。
また、GHQの占領政策において、GHQの担当者と折衝に当たった日本の宗教学者である岸本英夫は『戦後宗教回想録』所収の「嵐の中の神社神道」で、GHQの国家神道観を、「国家神道を偏狭な国家主義思想に凝り固まった、きわめて煽動的な宗教であるとみなすことが、世界の強い一般的な世論になっていた」「ある意味では、連合国側では、国家神道の力を過大評価していたともいえよう。自らがえがき出した、国家神道の幻影におびえていたとも見られる」「官国幣社の神官以外に、いわゆる挑発的な国家主義の指導者はたくさんいたにもかかわらず、彼らは、神官こそ偏狭な国家主義思想の煽動者であったと信じ込んでいた」「神社といえば、すべて官国幣社的性格をもっていて、直接に国家によって管理経営されているものと考えていた」「官社と民社との区別を知らず、しかも神社の数からいえば、官国幣社はきわめて少数で、その大部分が民社であるというようなことは知らなかった。すべての神社を、一まとめにして、官国幣社なみに考えていたのである」などと回想している。
GHQの「神道指令」における「国家神道」概念は定義が不明瞭であり、実際には異なる「State Shinto」と「State Cult」（「Kokutai Cult」）を混同して一纏めにして「国家神道」として捉えて規制を加えた。
このため占領政策が終わった現代でも誤ってまたは戦略的に「国家神道」という語を神道以外の「国体論」や「日本精神論」にまで拡大して使用し、戦前の国家制度や宗教政策に対する誤解を継続させている点がある。藤田大誠はこのような外延の広い「国家神道」の使用、いわゆる「広義の国家神道」という誤解を招きやすい語に捉われない「近現代神道」像の提示による研究によって当時の国家、社会の実態を明らかにするべきことを提起している。

## 語誌
「国家神道」の語彙は第二次世界大戦前より存在し、議会や神道学、内務省、陸軍省などでは「国家神道」およびその同義語を用いている例がみられる。宗教学者の島薗進は戦前、単に「神道」もしくは「皇道」と呼ばれていたものも、内容的には戦後の広義の「国家神道」に相当する概念だとし、今泉定助の「皇道」論を例として挙げる。
- 1908年（明治41年）3月2日、小田貫一衆議院議員「早ヤ既ニ宗教ノ神道［、］国家神道ト云ウモノハ明ラカニ分カッテイタケレドモガかっていた」（帝国議会「神職養成部国庫補助に関する建議案委員会」における発言）[47]
- 1911年（明治44年）2月、小田貫一「国家神道ト云フモノハ明カニ分ツテ居タ」「神社局ニ於テハ国家神道ナルモノヲ扱ヒ、宗教局ニ於テハ耶蘇、仏法及神道ノ各派ニ属スルトコロノ、即チ宗教神道ヲ支配スル」（帝国議会における発言）
- 1924年（大正13年）、加藤玄智（陸軍士官学校教授・東京帝国大学神道講座助教授）は「神道」を「宗派的神道」と「国家的神道」とに分け、さらに「国家的神道」を「神社神道」と「国体神道」とに区分する説を立てた[48][49]。
- 1941年（昭和16年）、宮地直一（内務省神社局考証課課長、東京帝国大学教授など）は「大化改新は、祭祀に始まり、惟神の道によりて樹立せられし国家中興の大業にして、此時に振起せられし国家神道の精神は、此後久しきに亘り持続せられて」 [50]などと、「国家神道」の語を頻繁に用いている [51]。

ただし、教派神道の「『神道各派』から区別された神ながらの道は特に国家神道とも呼ばれるが、法律家や行政実務家は以前からそれを神社と呼ぶのが例」であり、「国家神道」の語は政治家や内務省、その神社局、陸軍上層部、神道学などの場での専門用語であって、一般民衆に流通した語彙ではなかった。現在では「神社」の語義が変化しているため、「神社」ではなく「国家神道」の語をもちいるのが通例である。
研究史上では村上重良の1970年の著書『国家神道』の影響が大きかった。

## 歴史

### 近世との関係
応仁の乱により、律令制のもとで神社を管掌した神祇官の庁舎が焼失し、以来吉田家・白川伯王家が私邸を神祇官代として祭祀と神社管掌を継続していた。特に吉田家は寺社法度の制定によって江戸幕府より神社管掌を公認され、支配的な勢力となっていた。
幕末になると黒船来航などの外交問題が発生し、朝廷と江戸幕府は全国の有力社寺に攘夷の祈願をおこない、また、民間では国学と復古神道の隆盛から国難打開のために神祇官再興論が浮上していた。特にペリーの来航について幕府は直に朝廷に奏聞し、以後も、幕府は外交問題について朝廷の判断を仰いだため、朝廷の権威が次第に高まるのと相対的に幕府の権威は低下し、尊王攘夷思想・討幕運動と相まって大政奉還及び王政復古の実現へと繋がった。
大政奉還の後、1868年1月3日の王政復古の大号令によって明治維新が始まった。既に平田派国学者の大国隆正と、彼の活躍した石見津和野藩の国学者たちは明治維新の精神を神武創業の精神に基くものとし、近代日本を王政復古による祭政一致の国家とすることを提唱していたが、王政復古の大号令には王政復古と神武創業の語が見え、従来理想として唱えられていた王政復古と「諸事神武創業ノ始ニ原」くことが、実際の国家創生に際して現実性を帯び、「万機御一新」のスローガンとして公的な意義を持つようになった。
明治政府は新政府樹立の基本精神である祭政一致の実現と、開国以来の治安問題(浦上村事件など)に発展していたキリスト教流入の防禦のため、律令制の崩壊以降衰えていた神祇官を復興させ、中世以来混沌とした様相を見せていた神道の組織整備をおこなった。

### 憲法政治下での神社の立場

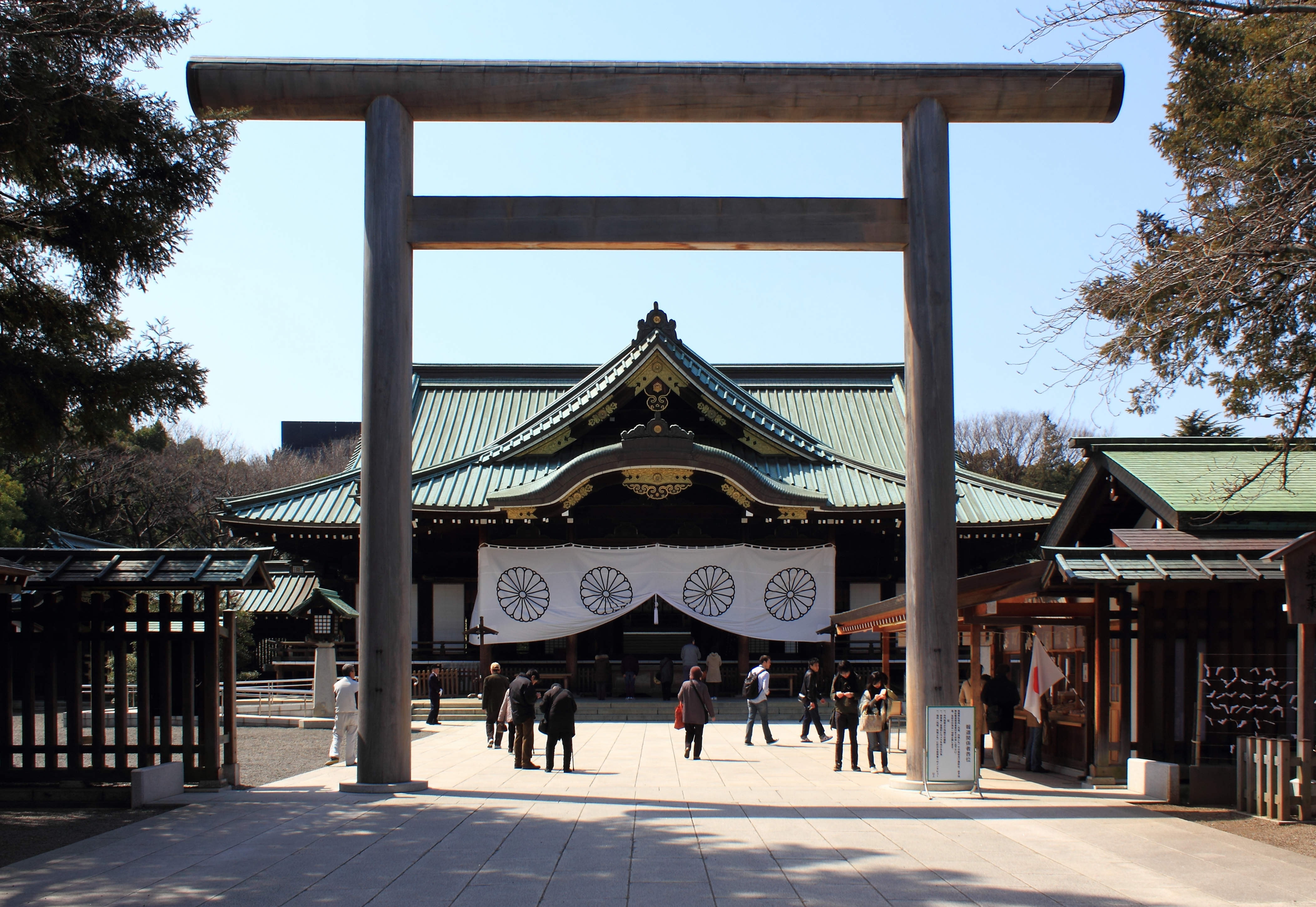
靖国神社

近代化を進めるにあたり、日本が手本とした欧米においては、社会制度を安定に保つ基軸としてキリスト教の存在が重きを占めていることが注目され、明治初期にはキリスト教を国教化することが言論界を中心に提案されていた。一方、帝国憲法制定時、伊藤博文をはじめとする政府高官は、キリスト教のみならず仏教や神道についても、日本社会の基軸とするには力不足であるとの認識であった。
結局、国家の基軸は皇室に求められ、神道を含めた各宗教は明文上は特別の扱いを受けなかった。
また、明治維新の直後の一時的な神社重視の政策は、ほどなくして反転、神社の統廃合や「民営化」を促す方向へと舵を切る。まず、維新時に神社の多くは一時的な補償金と引き換えに境内地の多くが国庫に帰属しており、明治9年（1876年）からは教部省の指導で無格社や仏堂の整理を開始。明治17年（1884年）末までに伊勢神宮および一部の官国幣社（約150社）を除いたほとんどすべての神社が自立経営を求められた。
明治20年（1887年）からは官国幣社への支出も15年分割の「基金」という形で徐々に減額し、最終的には、伊勢神宮、靖国神社、忠魂社を除いては祭典時に神饌幣帛料が供されるのみとなる予定であった。これについては神職らが運動を行い、明治39年（1906年）、官国幣社に対しての経費支出は継続することとなった。
しかし同年、一町村一社を原則に統廃合をおこなうとする「神社合祀令」が出された。同年以来、内務省は数年間かけて神社の整理事業をおこなった（神社整理）。合祀が著しかったのが三重県と和歌山県で、三重県の6500社の神社が7分の1以下に、和歌山県の3700社の神社が6分の1以下に合祀された。最初の3年間で全国の4万社が取り壊された。1913年頃に事業はほぼ完了し、社数は19万社から12万社に激減した。この措置には、地域の氏神信仰に大きな打撃を与えるなどの理由で反対意見も多く出された。民俗学者・博物学者の南方熊楠は『日本及日本人』などで10年間にわたって反対運動をおこなった。

### 神道事務局 祭神論争
1880-1881年の論争。東京の日比谷に設けられた神道事務局神殿の祭神をめぐって神道界に激しい教理論争が起こった。神道事務局は事務局の神殿における祭神として造化三神（天之御中主神、高御産巣日神、神産巣日神）と天照大神の四柱を祀ることとしたが、その中心を担っていたのは伊勢神宮大宮司の田中頼庸ら「伊勢派」の神官であった。これに対して千家尊福を中心とする「出雲派」は「幽顕一如」を掲げ、祭神を大国主大神を加えた五柱にすべきとした。
伊勢派のなかにも出雲派支持者が多く出たが、伊勢派の幹部はこれを危惧し、明治天皇の勅裁により収拾した（神道事務局神殿は宮中三殿の遙拝殿と決定、事実上の出雲派敗北）。政府は、神道に共通する教義体系の創造の不可能性と、近代国家が復古神道的な教説によって直接に民衆を統制することの不可能性を認識したといわれている。

### 朝鮮神宮 祭神論争
1919年、朝鮮神宮（京城）の造営に際して政府は明治天皇と天照大神とを祭神とした。これに対し、国学者賀茂真淵の末裔で靖国神社三代目宮司の賀茂百樹は「朝鮮民族の祖神」の「檀君」もまつるべきであると主張した。

## 神社非宗教説
明治維新当初、「宗教」（religion）という用語は、キリスト教を説明する専門用語として扱われていた。そして、キリスト教の文脈においての「宗教」は、「自然宗教」に対する「天啓宗教」の優越性、「多神教」に対する「一神教」の優越性を強調するニュアンスがあった。神道や仏教は前者、キリスト教は後者の特徴を持っていたことから、「宗教」という用語自体がキリスト教の優越性（の主張）を前提としていた。
仏教は、井上円了の活動によって、キリスト教側が設定した土俵の上に立って、キリスト教と対比する「宗教」としての立場を確立させた。対して神道系の人々は、一部がいわゆる教派神道として自己主張を試み、宗教の土俵に立とうとしたが、多数派は神社を宗教とは異なるものとして自己を主張した。
また、明治初期において、神霊の憑依やそれによって託宣を得る行為、性神信仰などが低俗なものや迷信として否定され、多くの民俗行事が禁止された。そのため、出雲神道系などの信仰が偏狭な解釈により大きく後退した。また、神社の祭神も、その土地で古来からまつられていた神々ではなく、『古事記』、『日本書紀』などの皇統譜につながる神々に変更されたものが多い。そのため、地域での伝承が途絶えた場合にはその神社の古来の祭神が不明になってしまっている場合がある。
その後、姉崎正治は従来の「宗教」の定義を疑い、キリスト教や仏教中心的で、出来上がった組織ばかりに注目するその態度を批判した。そして、宗教の本質を個人の内面の問題へと還元することによって宗教の幅が広がってゆき、神社に対する崇敬という感情も宗教の一環ではないかと疑われるようになり、神社非宗教説を揺さぶった。
戦前の上智大学では、神社は非宗教であるという理論で、クリスチャンでも神社参拝が可能であると説明するようになった。

### 宗教説
菱木政晴は世界には言語による教義表現を軽視する宗教もあり、比較宗教学や文化人類学の成果をもちいることによって困難なく抽出可能であるとして以下のようにまとめている。
- 聖戦 - 自国の戦闘行為は常に正しく、それに参加することは崇高な義務である[注 5]。
- 英霊 - そうした戦闘に従事して死ねば神になる。そのために死んだ者をまつる。
- 顕彰 - それ(英霊)を模範とし、それを見習って後につづけ。

ここで、「神になる」という英霊教義は、死者になんらかの宗教的(超越的・超自然的)な意味付けを行うことにより、死者をほめあげることを言う。そして、「顕彰教義に埋め込まれた侵略への動員という政治目的を、聖戦教義・英霊教義の宗教的トリックで粉飾するものだ」と指摘している。また、国家神道の教義の中心が「天皇現人神思想」や「万世一系思想」にあるとする説については、それらは仏教等と同様に国家神道の素材の一つとして用いられている皇室神道の中心教義であるに過ぎないとしている。
柳川啓一は以下の4点を挙げて「国家神道は明確な教義を有していた」と指摘している。
- 天皇は神話的祖先である天照大神から万世一系の血統をつぐ神の子孫であり、自ら現御神（あきつみかみ）である。
- 『古事記』、『日本書紀』の神話の国土の形成、天壌無窮の神勅にみえるように、日本は特別に神の保護を受けた神国である。
- 世界を救済するのは日本の使命。他国への進出は聖戦。
- 道徳の面においては、天皇は親であり、臣民は子であるから、天皇への忠は孝ともなるという忠孝一本説。

## 天皇の神格性と「現人神」
古来より天皇の神格性は多岐に渡って主張されたが、明治維新以前の尊皇攘夷・倒幕運動と相まって、古事記・日本書紀等の記述を根拠とする天皇の神格性は、現人神（あらひとがみ）として言説化された。また、福羽美静ら津和野派国学者が構想していた祭政一致の具現化の過程では、天皇が「神道を司る一種の教主的な存在」としても位置づけられた。幕府と朝廷の両立体制は近代国家としての日本を創成していくには不都合であったが故の倒幕運動であり、天皇を中心とする強力な君主国家を築いていきたい明治新政府の意向とも一致したため、万世一系の天皇を祭政の両面で頂点とする思想が形成されていった。
具体的な国民教導に失敗した宣教使が廃止された後、神仏儒合同でおこなわれた教部省による国民教導では、「敬神愛国の旨を体すべきこと」、「天地人道を明らかにすべきこと」、「皇上を奉戴し朝旨（ちょうし。天皇の命令や指示）を遵守せしむべきこと」の3つ、「三条ノ教則」が設定された。この「三条ノ教則」を巡る解説書は仮名垣魯文の『三則教の棲道』（1873年）など多数が出された。これらのなかには「神孫だから現人神と称し奉る」とする例が複数存在した。
また、教部省廃止以降もその思想的展開として、東京帝国大学で宗教学を講じた加藤玄智は『我が国体の本義』（1912年）で「現人神とも申し上げてをるのでありまして、神より一段低い神の子ではなくして、神それ自身である」と述べている。憲法学者で東京帝国大学教授の上杉慎吉の「皇道概説」（1913年「国家学会雑誌」27巻1号）は「概念上神とすべきは唯一天皇」と述べ、これが昭和初期には陸軍の正統憲法学説となっていった。陸軍中将石原莞爾は自著『最終戦争論・戦争史大観』（原型は1929年7月に中国・長春で述べた「講話要領」）中で
と述べるなど、昭和維新運動以後の軍国主義の台頭によって、天皇の威を借りた軍部による政治介入が頻発した。満州事変はこの石原の最終戦争論にもとづいて始められた。
GHQによる神道への危険視は、神国・現人神・聖戦などの思想が対象となっており、昭和天皇が1946年に発した「新日本建設に関する詔書」（通称「人間宣言」）もこのような背景で出されたものと考えられている。

## 年表
- 慶応3年（1868年）、王政復古の大号令。
- 慶応4年 （1868年）、神祇事務科の設置。すぐに神祇事務局に改称。
- 慶応4年 （1868年）、神仏分離令。同年、神祇事務局を改め、古代の律令制にならって神祇官とする。祭政一致の制度を復活し、諸神社神主等を神祇官に附属するものとした。
- 明治2年 （1869年）、東京招魂社（後の靖国神社）、楠木社（後の湊川神社）を創設。明治天皇は東京招魂社に実質5千石（名目は1万石）の社領を「永代祭粢料」として与え、毎年の収入源とさせた。同年、宣教使を置く。天長節、神武天皇祭などを定め、全国的に遥拝式を実施。
- 明治3年 （1870年）、大教宣布の詔[70]。
- 明治4年 （1871年）、伊勢神宮以下、すべての神官社家の世襲を廃し、神祇官および地方庁に神職の任免権を与えた。「官社以下定額及神官職員規則等」（明治4年5月14日太政官布告）により、伊勢神宮を頂点として官国幣社、府藩県社、郷社の位階を定め、官国幣社長官は華族等から選任、国幣社長官は府藩県の参事の兼任とし、世襲神職のすべてを「改補新任」することとした。
- 明治4年 (1871年)、「郷社定則」（明治4年7月4日太政官）により全国の神社と神職を序列化した。また1戸籍区に1郷社を置き、他の氏神は村社として郷社に付属するものとした。
- 明治4年 （1871年）、神祇官廃止、神祇省設置。
- 明治4年 （1871年）、伊勢神宮の神宮大麻を地方官を通して全国700万戸に1個2銭で強制配布することに決め、翌年から実施。1878年以後は受不受は自由となったが、地方官が関与してトラブルを生ずることもあった。
- 明治5年 （1872年）、官社以下の神官の給録を制定（明治5年2月25日太政官第58号「神官給禄定額ヲ定ム」）。
- 明治5年 （1872年）、神祇省廃止、教部省設置。大教院設置。宣教使を廃し、教導職の制度を定めて宣教体制を確立。天皇を「奉戴」することを命じた「三条ノ教則」（残り2か条は敬神愛国、天理人道を明らかにする）を国民教導の中心とした。教義に関する著書出版免許願は教部省に提出させることとした。
- 明治6年 （1873年）、大教院神殿が放火により全焼。神体は芝東照宮に仮遷座。
- 明治6年 （1873年）、江戸幕府によって定着した五節句を廃し、神武天皇即位日・天長節を祝日と定める（明治6年1月4日太政官布告第1号「五節ヲ廃シ祝日ヲ定ム」）。
- 明治6年 （1873年）、正月三が日および6月と12月の大祓のそれぞれ前々日・前日・当日を休暇日と定め、既に定着していたお盆休みを休暇日から外す（明治6年1月7日太政官布告第2号「休暇日ヲ定ム」）。
- 明治6年 （1873年）、府県社の神官の月給を廃止。
- 明治6年 （1873年）、政府は全国の招魂場の社地を免税とし、祭祀費用・招魂墳墓の修繕費の国家予算支出を定めた。
- 明治8年 （1875年）、浄土真宗四派（真宗高田派、真宗佛光寺派、真宗興正派、真宗木辺派）が神道側との対立、政教分離の必要性を理由に大教院を離脱。神道側は神道事務局設立。
- 明治8年 （1875年）、太政官は神道と仏教との合同布教中止の通達を教部省に出す。また太政官は神宮以下の神社祭式を定める。
- 明治9年 （1876年）、政府は靖国神社の社領を年7550円の現金に改め、「寄付金」へと改称した。
- 明治10年 （1877年）、教部省廃止。機能は内務省社寺局へ移される。
- 明治10年 （1877年）、神宮・官国幣社の神官を廃して祭主以下の職員の官等・月俸を定めた。
- 明治12年 （1879年）、東京招魂社を靖国神社に改称し、内務省・陸軍省・海軍省の管理とした。
- 明治13年 （1880年）-明治14年 (1881年)、芝東照宮から神道事務局神殿へ祭神を遷す際、祭神をめぐり神道界に激しい教理論争。明治天皇の裁定により収拾。後述の神道事務局 祭神論争参照。
- 明治15年 （1882年）、官国幣社の神職が教導職を兼補することを廃止。また内務省は神宮・官国幣社の神官が葬儀に関与してはならないことを定めた。神社は祭祀儀礼を中心とし、独自の教説を有する教団は教派神道として独立。神官層は神職と教導職の完全分離と神祇官の再興運動（1896年参照）を起こした。
- 明治20年 （1887年）、官国幣社に対して1902年までの「保存金」の支給を定め、従前の経費・官費営繕を廃止した。「保存金」は後に1917年までに延長された。
- 明治21年 （1888年）、官国幣社の神官を廃止し、宮司・禰宜・主典の神職を置いた。宮司は奏任官、禰宜・主典は判任官の待遇とした。
- 明治22年 （1889年）、大日本帝国憲法発布。近代国家として信教の自由（“法の定める範囲内”の留保付き）が条文に記載される。神社崇敬義務の範囲が議論の対象となった。
- 明治23年 （1890年）、橿原神宮創設。教育勅語を発布。内村鑑三による教育勅語拝礼拒否（不敬事件）により、教育勅語重視の訓令を追加した。昭和期には児童・生徒に暗唱を義務付けた。
- 明治25年 （1892年）、久米邦武の学術論文「神道は祭天の古俗」を巡って激しい論争（久米邦武筆禍事件）。久米邦武は帝国大学教授職非職となり、『史学雑誌』『史海』の論文が掲載された該当号は内務大臣品川弥二郎により発禁処分。
- 明治26年 （1893年）、太平記の南朝の忠臣などの諸事跡や実在を疑問視した重野安繹が帝国大学史誌編纂掛委員を罷免。
- 明治26年 （1893年）、学校行事の「陛下の御真影への最敬礼」、「両陛下の万歳奉祝」、「教育勅語の奉読」、「校長の訓話」などの基本形式を整える。
- 明治27年 （1894年）-明治28年 (1895年)、日清戦争。戦後、忠魂碑の建造が盛んになるなど、国家と神道との結びつきが強まる。
- 明治28年 （1895年）、平安遷都1100年記念に平安神宮創建。祭神は桓武天皇。
- 明治29年 （1896年）、「神祇官興復決議」が衆貴両院をはじめて通過したが、不平等条約の条約改正を前にして実現しなかった。
- 明治32年 （1899年）、不平等条約の条約改正が実現し、欧米列強の意向を顧慮する必要が薄れた。
- 明治32年 （1899年）、歴史教科書に天照大神、三種の神器、天孫降臨を加える。
- 明治33年 （1900年）、内務省社寺局を神社局と宗教局に分離された。神社局は地方局や警保局を抜いて最高位の局とされた。出雲大社教や黒住教などの教派神道は一般宗教政策として宗教局の担当とされた。（宗教局はさらに1913年には文部省に移管され、格落ちした。）
- 明治33年 （1900年）、外地の台湾の台北に台湾神宮（官幣大社）を創建した。以後、台湾には官国幣社5、県社9、以下81社が造られた。
- 明治34年 （1901年）、国費で維持する官祭招魂社の105社が定められた。
- 明治39年 （1906年）、内務省神社局は神社合祀を開始し、1914年までに全国約20万社のうち7万社を取り壊して一村一社を推進した。
- 明治45年 （1911年）、大逆事件。幸徳秋水などが天皇暗殺計画の容疑で処刑される。幸徳の多くの著作が発禁になる一方で、反キリスト教の観点から、幸徳の遺作である『基督抹殺論』の刊行が、例外として許可される。
- 大正2年 （1913年）、内務省宗教局は文部省へ移管。憲法学者で東京帝国大学教授の上杉慎吉の「皇道概説」が出され、昭和初期には陸軍の正統憲法学説となっていった。
- 大正8年 （1919年）、朝鮮に朝鮮神宮（官幣大社）を創建した。祭神を天照大神と明治天皇にした。官国幣社9、以下60余社が造られた。
- 大正14年 （1925年）、治安維持法が制定。共産主義の脅威から「国体」(皇室や国家神道)を守ることを目的に制定される。
- 昭和10年 （1935年9頃から、八紘一宇などのスローガンが掲げられるようになった。
- 昭和12年 （1937年）、文部省思想局が「国体の本義」（当時は旧字体で「國體―」）を発行する。政府の刊行物に公式用語として現人神が記載され、天皇の神格性について言説化（言挙げ）された。「国体の本義」は必須の教材であった。大日本帝国と中華民国、盧溝橋事件により全面戦争状態へ（昭和天皇名義での宣戦布告はされていない）。
- 昭和14年 （1939年）、大日本帝国陸軍は従軍神職制度を定めた。配属は師団に3名、兵站監に2名、独立旅団に1名。
- 昭和15年 （1940年）、皇紀二千六百年祝典。全国の神社で奉祝臨時祭が行われた。新たに浦安の舞が創作された。神祇院設置。
- 昭和16年（1941年）、日本、真珠湾攻撃・マレー作戦により米英と開戦。太平洋戦争勃発（昭和天皇の宣戦布告なし）。
- 昭和20年 （1945年）、アメリカ軍の空襲により明治神宮、熱田神宮、湊川神社等が炎上した。
- 昭和20年 （1945年）、日本の降伏により太平洋戦争終結。
- 昭和20年 （1945年）、神道指令（国家神道、神社神道ニ対スル政府ノ保証、支援、保全、監督並ニ弘布ノ廃止ニ関スル件）により、神社と行政機関の接点が全て廃止される。
- 昭和21年 （1946年）、昭和天皇はいわゆる人間宣言を発布。これは天皇の「神格否定」として解釈された。
- 昭和21年 （1946年）、神祇院官制など、すべての神社関係法令が廃止された。皇室令も全廃され、宮中祭祀は天皇の私的行為となった。
- 昭和27年（1952年）、「神道指令」失効
- 昭和28年 （1953年）、敗戦により中止された伊勢神宮の「式年正遷宮」が行われた。
- 昭和32年 （1957年）、神社本庁、生長の家（現・生長の家本流運動）、修養団などが合同で紀元節復活運動のための統一団体、「紀元節奉祝会」を結成。
- 昭和34年 （1959年）、政府は皇太子の結婚式に際して神道儀礼である「賢所大前の儀」を国事とした。
- 昭和42年 （1967年）、「建国記念の日」が国民の祝日として制定された。靖国神社の再国営化運動が活発化した。
- 昭和44年 （1969年）、靖国神社から宗教的要素を除き、国営化する「靖国神社法案」が出されたが、審議未了廃案となった。
- 昭和49年 （1974年）、自民党が靖国神社法案を衆議院本会議で単独可決（参議院で廃案）。朝比奈宗源の呼びかけにより神道及び仏教系の新宗教が「日本を守る会」結成（石田和外により結成された「元号法制化実現国民会議」を前身とする日本を守る国民会議と97年に合同し日本会議）。
- 昭和51年 （1976年）、「靖国神社国家護持貫徹国民協議会」が「英霊にこたえる会」へと改称。
- 昭和53年 （1978年）、靖国神社は元A級戦犯の14人を合祀。
- 昭和61年 （1986年）、中曽根康弘首相は靖国神社参拝を見送り、「元A級戦犯の合祀は相手国を刺激する」と発言。
- 平成2年 （1990年）、大嘗祭が行われた。
- 平成18年（2006年）、昭和天皇が靖国神社の新宮司・松平永芳によるA級戦犯の合祀を批判した発言を書きとった「富田メモ」の存在を日本経済新聞が報道。
- 平成23年（2011年）、自民党が天皇を元首と、また神道を非宗教と再度定義する憲法改定案を発表。